# Oeuvre van Edvard Grieg

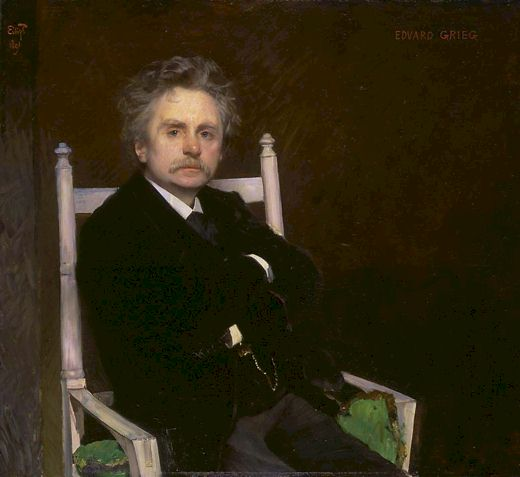
Edvard Grieg

Hieronder volgt een complete lijst van alle werken van Edvard Grieg, gerangschikt op zowel soort composities, als (een verkorte) lijst op opusnummer.

## Lijst van werken op soort compositie

### Werken voor orkest

#### Symfonieën
- 1863-1864 Symfonie in c-klein
- Symfonie Nr. 2 "Im Frühjahr" ('In de lente'), fragment

#### Werken voor piano en orkest
- 1868 Concert in a-klein, voor piano en orkest, opus 16
  1. Allegro molto moderato;
  2. Adagio;
  3. Allegro moderato molto e marcato.
- 1883 Fragmenter av Pianokonsert, voor piano en orkest, fragment.

#### Overige orkestwerken
- 1866-1867 Concertouvertüre "I Høst" (In de herfst), op. 11
- 1871 Bergliot, op. 42
- 1872-1892 Drie orkeststukken uit "Sigurd Jorsalfar", op. 56
  1. Prelude: In der Königshalle - Allegretto semplico;
  2. Intermezzo: Borghilds Traum - Poco Andante;
  3. Huldigungsmarsch (Huldigingsmars): Allegro molto.
- 1874-1875 1887-1888 Suite nr. 1 uit "Peer Gynt", op. 46
  1. Morgenstimmung: Allegretto pastorale;
  2. Åses Tod: Andante doloroso;
  3. Anitras Tanz: Tempo di Mazurka;
  4. In der Halle des Bergkönigs: Alla marcia e molte marcato.
- 1874-1875 1890-1892 Suite nr. 2 uit "Peer Gynt", op. 55
  1. Der Brautraub: Allegro furioso;
  2. Arabischer Tanz: Allegretto vivace;
  3. Peer Gynts Heimkehr: Allegro agitato;
  4. Solvejgs Lied: Andante - Allegretto tranquillamente.
- 1880 Twee elegische melodieën, voor orkest, op. 34
  1. Hjertesår (Den Særde) (Herzwunden): Allegretto espressivo;
  2. Våren (Letzter Frühling): Andante.
- 1881 Noorse dansen, voor orkest, op. 35
- 1884-1885 Fra Holbergs tid (Uit Holbergs tijd), suite in de oude stijl voor strijkorkest, op. 40 (gecomponeerd ter gelegenheid van de 200e verjaardag van de Deense dichter en historicus Ludvig Holberg (1684-1754))
  1. Präludium: Allegro vivace
  2. Sarabande: Andante espressivo
  3. Gavotte: Allegretto
  4. Air: Andante religioso
  5. Rigaudon: Allegro con brio
- 1895 Den bergtekne, op. 32;
- 1895 Twee Noorse melodieën, op. 63;
- 1898 Symfonische dansen, op. 64.
  1. Matrosenes oppsang
  2. Bestemors menuett
  3. For dine føtter
  4. Aften på høyfjellet
  5. Bådnlåt
  6. Valse mélancolique
- 1900 Gammelnorsk romanse med variasjoner (Oud Noorse melodie met variaties), op. 51
- 1903 Slåtter (Noorse boerendansen), op. 72
- To melodier (Twee melodieën), voor strijkorkest, op. 53
  1. Norsk
  2. Det første møte

### Werken voor harmonieorkest
- 1868 Sørgemarsj over Rikard Nordraak (Begrafenismars in memoriam Rikard Nordraak)

### Cantates
- 1868 Kantate ved avsløringen av Christie-stauen (Cantate voor de onthulling van het W.F.K. Christus monument op 17 mei 1868) voor mannenkoor en harmonieorkest, EG 158 - tekst: Andreas Munch
- 1873 Kantate til Karl Hals ved 25 års jubilæet den 25 april 1874, cantate voor tenor solo, vrouwenkoor, gemengd koor en piano, EG 164 - tekst: Bjørnstjerne Bjørnson
- 1884 Holberg-kantate, EG 171 - tekst: Nordahl Rolfsen

### Toneelwerken
- 1873 Olav Trygvason, opera (fragment), op. 50 - libretto: Bjørnstjerne Bjørnson

#### Muziek voor het theater
- 1872 Sigurd Jorsalfar, theatermuziek, op. 22 - naar het gelijknamig drama van Bjørnstjerne Bjørnson
  1. Introduksjon
  2. Borghilds drøm
  3. Ved mannjevningen
  4. Kvad
  5. Hyldningsmarsj
  6. Interlude I
  7. Interlude II
  8. Kongekvadet
- 1902 Peer Gynt, theatermuziek, op. 23 - naar het gelijknamig drama van Henrik Ibsen
  1. Forspill. I bryllupsgården
  2. Brudefølget drar forbi
  3. Halling og springardans
  4. Forspill, Bruderovet. Ingrids klage
  5. Peer Gynt og seterjentene
  6. Slutningen av scenen med ”Den Grønnkledte”
  7. I Dovregubbens hall
  8. Dans av Dovregubbens datter
  9. A. Peer Gynt jages av troll
  10. B. Scene med Bøygen
  11. Forspill. Dypt inne i barskogen
  12. Solveigs sang
  13. Åses død
  14. Forspill. Morgenstemning
  15. 14. Tyven og heleren
  16. Arabisk dans
  17. Anitras dans
  18. Peer Gynts serenade
  19. Peer Gynt og Anitra
  20. Solveigs sang
  21. Forspill. Peer Gynts hjemfart
  22. Solveigs sang i hytten
  23. Nattscene
  24. Kirkefolk synger på skogsstien
  25. Solveigs vuggesang

### Werken voor koor
- 1862 Dona nobis pacem - EG 110 - voor gemengd koor
- 1865-1869 Negen liederen, op. 18
- Album for Mandssang (Album voor mannenkoor), op. 30
- Fire salmer efter norske folketoner, op. 74
- Norske folkeviser og folketoner, voor drie-, vier- of vijfstemmig vrouwenkoor

### Vocale werken
- 1863/64 Zes gedichten opus 4
- 1866 Hjertets melodier, voor zang en piano, op. 5 - tekst: Hans Christian Andersen
  1. To brune Øjne (Twee bruine ogen)
  2. Du fatter ej bølgernes evige gang
  3. Jeg elsker dig
  4. Min tanke er et mægtigt fjeld
- 1868 Romanser (Romances), voor zang en piano, op. 15
  1. Margretes vuggesang (Henrik Ibsen)
  2. Kjærlighed (Hans Christian Andersen)
  3. Langelandsk folkemelodi (Hans Christian Andersen)
  4. Modersorg (Henrik Ibsen)
- 1870 Foran Sydens Kloster, voor sopraan, alt, vrouwenkoor en orkest, op. 20 - naar een gedicht van Bjørnstjerne Bjørnson
- 1872 Twee liederen uit "Sigurd Jorsalfar", voor tenor solo, mannenkoor en orkest - tekst: Bjørnstjerne Bjørnson
  1. Nr. 4 "Das Nordlandvolk"
  2. Nr. 8 "Königslied"
- 1874 Vier liederen naar Bjørnstjerne Bjørnson «Fiskerjenten», op. 21
- 1876-1895 Seks dikt (Zes gedichten), voor zang en orkest, op. 25 - tekst: Henrik Ibsen
  1. Spillemenn
  2. En svane
  3. Stamboksrim
  4. Med en vannlilje
  5. Borte!
  6. En fuglevise
- 1876 Fem dikt av John Paulsen, voor zang en piano, op. 26 - tekst: John Paulsen
- 1880 12 melodier (Twaalf melodieën), naar gedichten van A.O. Vinje, op. 33
- 1881 Landkjenning, voor bariton solo, mannenkoor, harmonium of orgel, opus 31 (ook voor orkest geïnstrumenteerd, op. 31b)
- 1884 Romanser (Romances), voor zang en piano, op. 39
  1. Fra Monte Pincio (Bjørnstjerne Bjørnson)
  2. Dulgt kjærlighet (Bjørnstjerne Bjørnson)
  3. I lien høyt der oppe (Jonas Lie)
  4. Millom rosor (Kristoffer Janson)
  5. Ved en ung hustrus båre (O. P. Monrad)
  6. Hører jeg sangen klinge (Nordahl Rolfsen)
- 1887 Sechs Lieder, voor zang en piano, op. 48
  1. Gruss (Heinrich Heine)
  2. Dereinst, Gedanke mein (Emanuel Geibel)
  3. Lauf der Welt (Ludwig Uhland)
  4. Die verschwiegene Nachtigall (Walther von der Vogelweide)
  5. Zur Rosenzeit (Johann Wolfgang von Goethe)
  6. Ein Traum (Friedrich von Bodenstedt)
- 1887 Seks dikt (Zes gedichten), voor zang en piano, op. 49 - tekst: Holger Drachmann
  1. Så du knøsen, som strøg forbi
  2. Vug, o vove
  3. Vær hilset, I damer
  4. Nu er aftnen lys og lang
  5. Julesne
  6. Forårsregn
- 1894 Sanger (Liederen), naar teksten van Vilhelm Krag, voor zang en piano, op. 60
  1. Liten Kirsten
  2. Moren synger
  3. Mens jeg venter (Op het water)
  4. Der skreg en fugl
  5. Og jeg vil ha meg en hjertenskjær
- 1895 Elegiske dikt (Elegische gedichten), voor zang en piano, op. 59 - tekst: John Paulsen
  1. Når jeg vil dø
  2. På Norges nakne fjelle
  3. Til Én – I
  4. Til Én – II
  5. Farvel
  6. Nu hviler du
- 25 norske folkeviser og danser, voor zang en piano, op. 17
- Syv barnlige sange, voor zang en piano, op. 61
- Fem dikt, voor zang en piano, op. 69 - tekst: Otto Benzon
- Fem dikt, voor zang en piano, op. 70 - tekst: Otto Benzon
- Fire sanger (Vier liederen), voor alt solo en piano, op. 2 - teksten: Adelbert von Chamisso en Heinrich Heine
  1. Die Müllerin
  2. Eingehüllt in graue Wolken
  3. Ich stand in dunkeln Träumen
  4. Was soll ich sagen
- Fire romanser (Vier romances), voor zang en piano, op. 10 - tekst: Christian Winther
  1. Taksigelse
  2. Skovsang
  3. Blomsterne tale
  4. Sang på fjeldet
- Fra fjell og fjord, voor zang en piano, op. 44 - tekst: Holger Drachmann
  1. Prolog
  2. Johanne
  3. Ragnhild
  4. Ingebjørg
  5. Ragna
  6. Epilog
- Liederencyclus Haugtussa', op. 67 - tekst: Arne Garborg
  1. Det syng
  2. Veslemøy
  3. Blåbærli
  4. Møte
  5. Elsk
  6. Killingdans
  7. Vond dag
  8. Ved Gjetlebekken
- Norge, voor zang en piano, op. 58 - tekst: John Paulsen
  1. Hjemkomst
  2. Til Norge
  3. Henrik Wergeland
  4. Turisten
  5. Utvandreren
- (19) Norske Folkeviser (Noorse volksliederen), voor zang en piano, op.66
- Romanser og ballader (Romances en balladen), voor zang en piano, op. 9 - tekst: Andreas Munch
  1. Harpen
  2. Vuggesang
  3. Solnedgang
  4. Utfarten
- Romanser og sanger (Romances en liederen), voor zang en piano, op. 18
  1. Vandring i Skoven (Hans Christian Andersen)
  2. Hun er så hvid (Hans Christian Andersen)
  3. En digters sidste sang (Hans Christian Andersen)
  4. Efterårsstormen (Chr. Richardt)
  5. Poesien (Hans Christian Andersen)
  6. Ungbirken (Jørgen Moe)
  7. Hytten (Hans Christian Andersen)
  8. Rosenknoppen (Hans Christian Andersen)
  9. Serenade til J. S. Welhaven (Bjørnstjerne Bjørnson)

### Kamermuziek
- 1865 Sonate Nr. 1 in F-groot, voor viool en piano, op. 8
- 1867 Sonate Nr. 2 in G-groot, voor viool en piano, op. 13
- 1877-1878 Strijkkwartet nr.1 in g-klein, op. 27
- 1878 Trio in A-groot, voor piano, viool en cello (onvoltooid)
- 1878 Trio in c-klein, voor piano, viool en cello, EG 116
- 1882-1883 Sonate in a-klein, voor cello en piano, op. 36
- 1883 Fragmenter av en pianokvintett in Bes-groot, voor piano en strijkkwartet, EG 118
- 1886 Sonate Nr. 3 in c-klein, voor viool en piano, op. 45
- 1891 Strijkkwartet nr.2 in F-groot, (onvoltooid nagelaten, op verzoek van Griegs weduwe werd het door Julius Röntgen voltooid)
- ? Pianokwartet in Bes-groot, (onvoltooid)

### Werken voor piano en orgel
- 1901 Lyrische suite, op. 54
- Ballade in g-klein, voor piano, op. 24
- Vier Stücke für das Pianoforte, op. 1
- Fire albumblad, op. 28
- Humoresken, op. 6
- Poetiske tonebilder, op. 3
- Sonate in e-klein, voor piano, op. 7
- 66 Lyrische Stukken voor solo-piano in tien delen (opus 12, 38, 43, 47, 54, 57, 62, 65, 68 en 71).
- Stemninger (De stemming), op. 73
  1. Resignasjon
  2. Scherzo-Impromptu
  3. Nattlig ritt
  4. Folketone
  5. Studie (Homage à Chopin)
  6. Studentenes serenade
  7. Lualåt
- To symfoniske stykker (Twee symfonische stukken), op. 14
- Improvisata over to norske folkeviser. op. 29
- Valse-kapriser (Wals-caprices), voor piano - vierhandig, op. 37
- Zes Noorse gebergte-melodieën, op. 112
- Sørgemarsj over Rikard Nordraak (1866, zonder opus)
- Seks norske fjeldmelodier (1886, zonder opus)
- Koraalvoorspelen en fuga's voor orgel uit de Leipziger conservatoriumjaren

## Lijst van werken op opusnummer
Hieronder volgt een lijst van werken gerangschikt op opusnummer. De lijst is verkort weergegeven, dat wil zeggen dat uitsluitend de opusnummers vermeld zijn, exclusief een nadere omschrijving per werk. Werken zonder opus nummer zijn hieronder niet opgenomen.
- Opus 1: Vier Stücke für das Pianoforte
- Opus 2: Fire sanger
- Opus 3: Poetische Tonbilder, voor piano
- Opus 4: Zes liederen
- Opus 5: Vier liederen
- Opus 6: Drie Humoresken[2]
- Opus 7: Sonate in e-mineur, voor piano
- Opus 8: Eerste sonate, voor viool en piano
- Opus 9: Vier liederen
- Opus 10: Vier liederen
- Opus 11: Concertouvertüre "I Høst" (In de herfst), voor orkest
- Opus 12: Lyrische Stücke deel 1, voor piano
- Opus 13: Tweede sonate, voor viool en piano
- Opus 14: Zwei Symphonische Stücke (twee symfonische stukken), voor piano; quatre-mains
- Opus 15: Romanser
- Opus 16: Pianoconcert in a-mineur
- Opus 17: Tjuefem Norske folkeviser og danser", voor piano
- Opus 18: Acht liederen
- Opus 19: Aus dem Volksleben, voor piano
- Opus 20: Foran Sydens Kloster (Vooraan een kloosterpoort), voor alt-solo, vrouwenkoor en orkest, naar een gelijknamig gedicht van Bjørnson, 1870
- Opus 21: Fire dikt fra Fiskerjenten
- Opus 22: Twee liederen uit "Sigurd Jorsalfar", voor solo, mannenkoor en orkest
- Opus 23: Peer Gynt, theatermuziek, 1902
- Opus 24: Ballade i g-moll, voor piano
- Opus 25: Vijf liederen
- Opus 26: Fem dikt av John Paulsen
- Opus 27: Strijkkwartet
- Opus 28: Albumblätter, voor piano
- Opus 29: Improvisatie, voor piano
- Opus 30: Album, voor mannenkoor
- Opus 31: Landerkennung, voor bariton, mannenkoor en orkest
- Opus 32: Der Einsame, voor bariton, mannenkoor en twee hoorns
- Opus 33: Twaalf liederen
- Opus 34: Elegische Melodieën, voor strijkorkest
- Opus 35: Norwegische Tänze (Noorse dansen), voor piano; quatre-mains
- Opus 36: Sonate voor violoncel (cello) en piano
- Opus 37: Walzer-Capricen, voor piano; quatre-mains
- Opus 38: Lyrische Stücke deel 2, voor piano
- Opus 39: Romanser (ældre og nyere)
- Opus 40: Fra Holbergs tid (Holberg-Suite)
- Opus 41: Sechs Stücke nach eigenen Liedern (zes stukken naar eigen liederen)
- Opus 42: Bergliot. Melodrama voor declamatie en orkest
- Opus 43: Lyrische Stücke deel 3, voor piano
- Opus 44: Aus "Fjeld" und "Fjord", vier liederen
- Opus 45: Derde sonate voor viool en piano
- Opus 46: Peer Gynt suite I
- Opus 47: Lyrische Stücke deel 4, voor piano
- Opus 48: Sechs Lieder (zes Duitse liederen)
- Opus 49: Sechs Dänische Lieder (zes Deense liederen)
- Opus 50: Olaf Trygvason, voor solo, koor en orkest
- Opus 51: Romanze mit Variationen, voor twee piano's
- Opus 52: Sechs Stücke nach eigenen lieder (zes stukken naar eigen liederen)
- Opus 53: Twee liederen, voor orkest gearrangeerd
- Opus 54: Lyrische Stücke deel 5, voor piano
- Opus 55: Peer Gynt Suite 2
- Opus 56: Sigurd Jorsalfar, voor orkest
- Opus 57: Lyrische Stücke deel 6, voor piano
- Opus 58: Vijf liederen
- Opus 59: Zes liederen
- Opus 60: Digte af Vilhelm Krag
- Opus 61: Kinderlieder (kinderliederen/kinderliedjes)
- Opus 62: Lyrische Stücke deel 7, voor piano
- Opus 63: Zwei Norwegische Melodien (Twee Noorse Melodieën), voor strijkorkest
- Opus 64: Symphonische Tänze (symfonische dansen), voor piano; quatre-mains
- Opus 65: Lyrische Stücke deel 8, voor piano
- Opus 66: Norwegische Volkslieder (Noorse Volksliederen)
- Opus 67: Haugtussa, liedercyclus
- Opus 68: Lyrische Stücke deel 9, voor piano
- Opus 69: Vijf liederen
- Opus 70: Vijf liederen
- Opus 71: Lyrische Stücke deel 10, voor piano
- Opus 72: Slåtter, Norwegische Bauerntänze, voor piano
- Opus 73: Stemninger ('Stemmingen'), voor piano.

## Overige werken
- 'Werkboeken uit de Leipziger conservatoriumtijd': drie dikke handgeschreven werkboeken waarin Grieg uitwerkingen van leeropdrachten minutieus noteerde. Hieronder fuga's voor piano en orgel en koraalvoorspelen voor orgel. (bewaarplaats: Griegarchief, openbare bibliotheek van Bergen, Noorwegen)
- Variaties op een Duitse melodie, Opus I ("1") (vernietigd).[3]